# 开心吧
《开心吧》是原广东广播电视台综艺频道制作的一個以Flash虛擬背景與真人表演結合的幽默哑剧。節目自2004年6月7日首播，号称为中国大陆首档每日播出的哑剧节目；每集時長約10分鐘，并经历过多次改版，后于2018年随广东综艺频道停播而停止播出。

## 节目变迁
开心吧的前身为南方电视台综艺频道（TVS-3）同名清谈节目，内容大体为重温经典的相声、小品。2004年5月，TVS-3进行大幅度改版，频道重新定位为“开心电视”，而改版为自制幽默哑剧的《开心吧》亦在6月7日正式开播。节目初期每周播出五天，号称要打造中国版的《憨豆先生》。2005年6月，节目播出一周年之际，推出《办公室》系列，并重新制作片头和节目背景。2007年，再推出《童话故事》系列。
2009年6月，《开心吧》推出新一季《古城笑事》，改版为古装剧。2013年6月，新一季《百家乐》开播，重新回归现代布景。2015年5月，由《开心吧》原班人马主演的《笑时代》开播，定位为周末版《开心吧》，但节目不再是哑剧，每集亦延长至半小时。

## 收视率
《开心吧》改版为哑剧初期，节目收视率并不高，第一天的收视率更是0；此后收视率不断攀升，连续多年位列南方电视台自制节目收视排名第一。
本节目与原南方卫视播出的《都市笑口组》类似，均为以Flash为布景制作的喜剧小品。许多观众会在收看完18:40-19:00播放的《都市笑口组》后，继续转台收看《开心吧》。

## 播放时间
《开心吧》在停播前，于广东广播电视台综艺频道北京时间每天19:00首播，并不定期重播；亦曾在广东移动频道和省内其他电视台播出。自2016年起，《开心吧》已无制作新剧集，综艺频道主要为重播《古城笑事》系列，亦曾以《开心吧之经典哑剧》为名重播部分非古装版集数。广东综艺频道于2018年停播后，该节目亦停止播出。